# Phyllogomphoides cornutifrons
Phyllogomphoides cornutifrons – gatunek ważki z rodziny gadziogłówkowatych (Gomphidae). Występuje na terenie Karaibów.